# Вовченко Володимир Миколайович
Володи́мир Микола́йович Во́вченко (нар. 19 жовтня 1980 — 18 липня 2016) — молодший лейтенант Збройних сил України, учасник російсько-української війни.

## Життєпис
Народився 1980 року в селі Малинівка (Володарський район (Київська область), Донецька область). Ще в дитинстві з родиною переїхав до міста П'ятихатки Дніпропетровської області. 1998 року закінчив п'ятихатську ЗОШ № 1, по тому — Криворізький державний педагогічний університет. Працював вчителем історії в ЗОШ села Мар'янівка П'ятихатського району, згодом — у ТЗОВ «АТБ-Маркет».
У березні 2014 року мобілізований як доброволець, через рік підписав контракт — на подальшу військову службу. Молодший лейтенант, заступник командира мінометної батареї 1-го механізованого батальйону, 53-тя окрема механізована бригада. З 2015 року брав участь у боях на сході України.
18 липня 2016 року вранці внаслідок мінометного обстрілу позицій бригади між Зайцевим та Майорськом під Горлівкою загинули 4 військовослужбовці — капітан Олександр Швець, молодший лейтенант Володимир Вовченко, старший сержант Олег Грабчак, солдат Микола Літовко, ще 3 зазнали поранень.
Похований у П'ятихатках.
Мати Володимира померла, коли він був на війні; лишились дружина та син 2015 р.н.

## Нагороди та вшанування
- указом Президента України № 476/2016 від 27 жовтня 2016 року «за особисту мужність і високий професіоналізм, виявлені у захисті державного суверенітету та територіальної цілісності України, вірність військовій присязі» — нагороджений орденом Богдана Хмельницького III ступеня (посмертно)[1].